# Černousy
Černousy, bis 1924 Černohousy, (deutsch Tschernhausen) ist eine Gemeinde in Tschechien. Sie gehört zum nordböhmischen Okres Liberec und liegt im Isergebirgsvorland.

## Geschichte

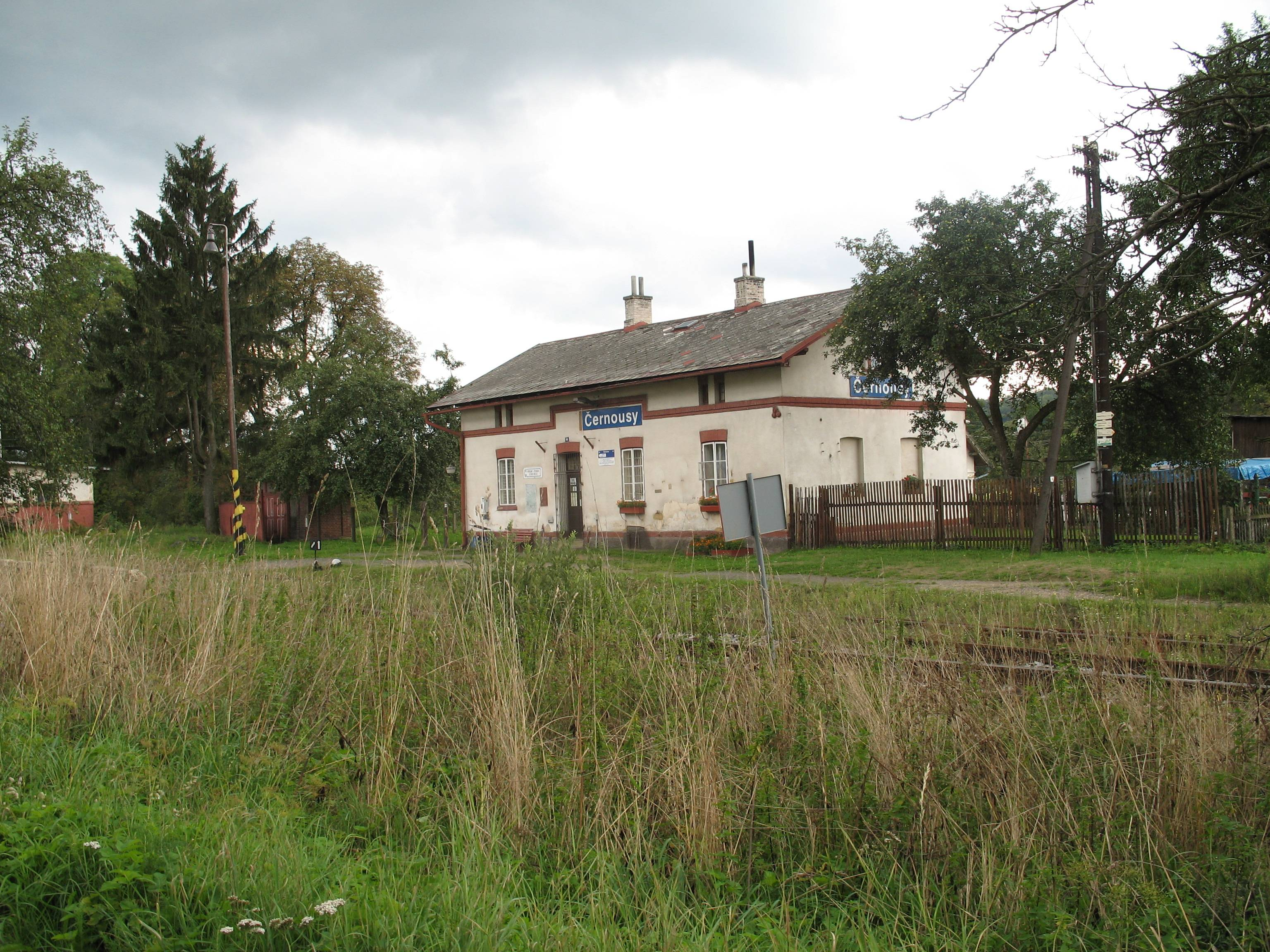
Bahnhof Černousy

Der Ort wurde schriftlich erstmals im Jahr 1385 erwähnt, als dort der Adelige Heynecke lebte. Die Ortschaft war lange Zeit im Besitz von Dorfadligen aus verschiedenen Geschlechtern. Es wechselten sich die Rackwitzer, Kottwitzer, Gersdorffer, Miltitzer und Schweinichener ab. In den Jahren 1663–1664 kaufte die italienische Familie Gallas den Gutsbesitz.
Nach dem Dreißigjährigen Krieg lebten in dieser Ortschaft 39 Personen. Eine Feuersbrunst im Jahre 1671 zog das Dorf stark in Mitleidenschaft. Im Zuge der Gegenreformation im Jahre 1677 wurden die Bewohner von Missionaren und Soldaten eingesperrt. Die Bevölkerung bekannte sich zum Schein zum katholischen Glauben, flüchtete jedoch nach acht Tagen in die Lausitz. Aber der Ort erholte sich wieder davon. Im Jahre 1792 befanden sich hier 32 Anwesen, deren Bewohner hauptsächlich im Vorwerk der Familie Clam-Gallas arbeiteten. Der Ort gehörte ab der Mitte des 19. Jahrhunderts zum Gerichtsbezirk Friedland bzw. zum Bezirk Friedland.
Lange Zeit lag Tschernhausen im Schatten des Dorfes Wiese, nicht einmal Kirche und Schule waren vorhanden. Mit dem Bau der Bahnstrecke Reichenberg–Seidenberg(–Görlitz) im Jahr 1875 änderte sich diese Situation.
Tschernhausen war die letzte Station auf böhmischer Seite und Verkehrszentrum für die ganze Umgebung. Aufgrund der guten Verkehrsanbindung verlegte das Unternehmen Christoph & Unmack seine 1915 abgebrannte Fabrik transportabler Baracken von Bunzendorf an die Bahnstation Tschernhausen, wo das benötigte Holz aus dem Isergebirge direkt mit der Bahn angefahren werden konnte. Einen Höhepunkt erreichte der zwischenstaatliche Verkehr im Jahr 1950, als beinahe alle zwei Stunden ein Güterzug durch die Ortschaft fuhr.
Nach dem Münchner Abkommen wurde der Ort dem Deutschen Reich zugeschlagen und gehörte bis 1945 zum Landkreis Friedland.
Bis zu deren Vertreibung 1945 bestand die Bevölkerung hauptsächlich aus Deutschböhmen. Nach 1945 zogen insbesondere Tschechen aus dem Landesinneren nach Černousy.
Am 1. September 1990 trennte sich Černousy nach einem zehnjährigen Zusammenschluss von Višňová.
Im April 2006 wurde nördlich des Ortsteiles Ves ein touristischer Grenzübergang nach Zawidów eröffnet und später zur Regionalstraße (Silnice III/0353) ausgebaut.

### Einwohnerentwicklung
| Jahr      | 1999 | 2000 | 2001 | 2002 | 2003 | 2004 | 2005 | 2006 | 2007 | 2008 | 2009 | 2010 | 2015 |
| --------- | ---- | ---- | ---- | ---- | ---- | ---- | ---- | ---- | ---- | ---- | ---- | ---- | ---- |
| Einwohner | 305  | 335  | 341  | 334  | 322  | 327  | 327  | 345  | 345  | 342  | 344  | 352  | 347  |

## Gemeindegliederung
Die Gemeinde Černousy besteht aus den Ortsteilen Ves (Wiese), Černousy (Tschernhausen) und Boleslav (Bunzendorf), die zugleich auch Katastralbezirke bilden. Grundsiedlungseinheiten sind Boleslav, Černousy, Černousy-u nádraží und Ves. Zu Černousy gehört auch die Ansiedlung V Poli (Feldhäuser).

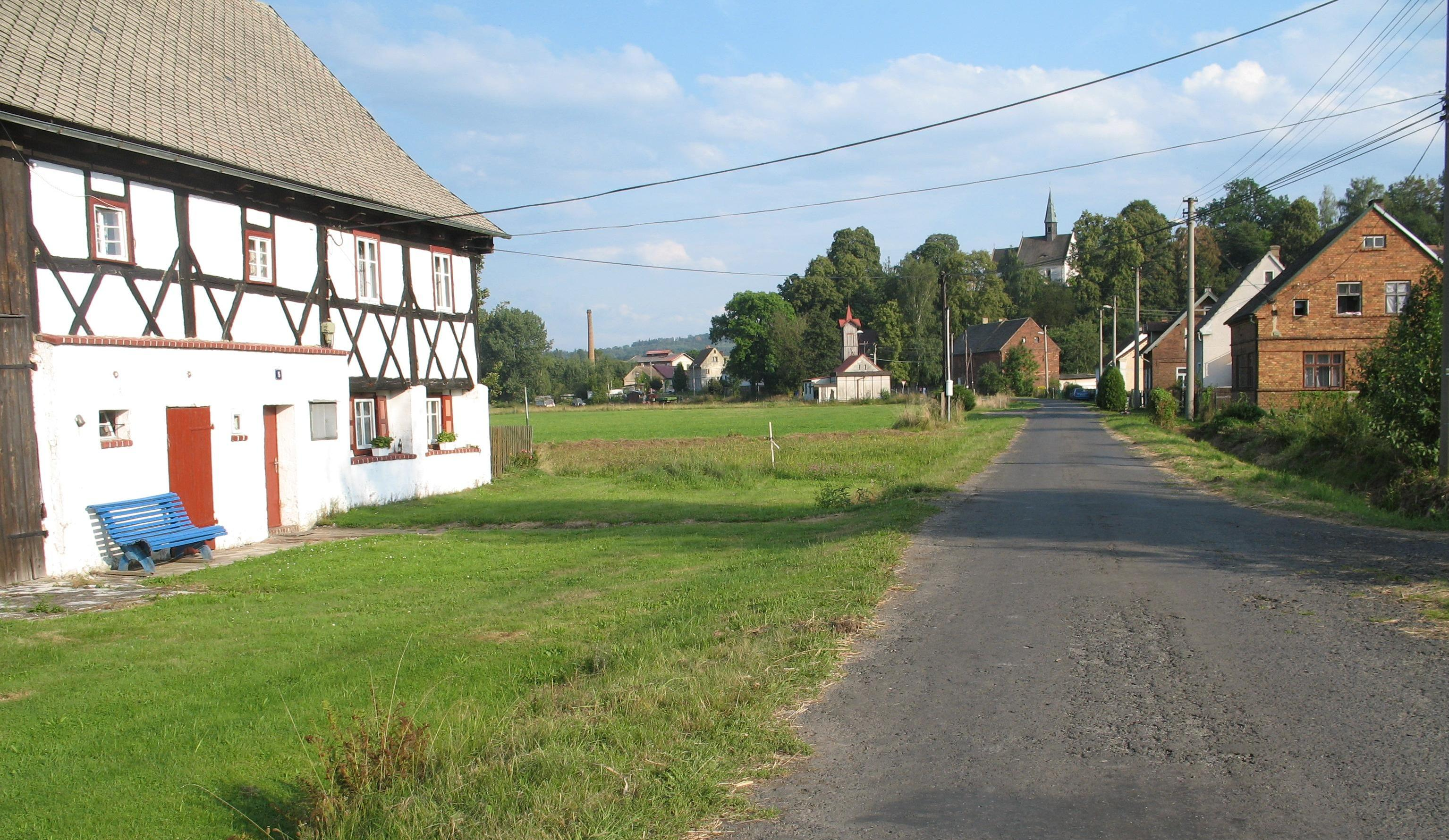
Ves

### Ves
Ves (deutsch Wiese) ist das nördlichste Dorf im Bezirk Liberec und liegt im Tal des Flusses Směda (deutsch Wittig). Mit 209 m ü. NN ist Ves der tiefstgelegene Ort in diesem Gebiet.

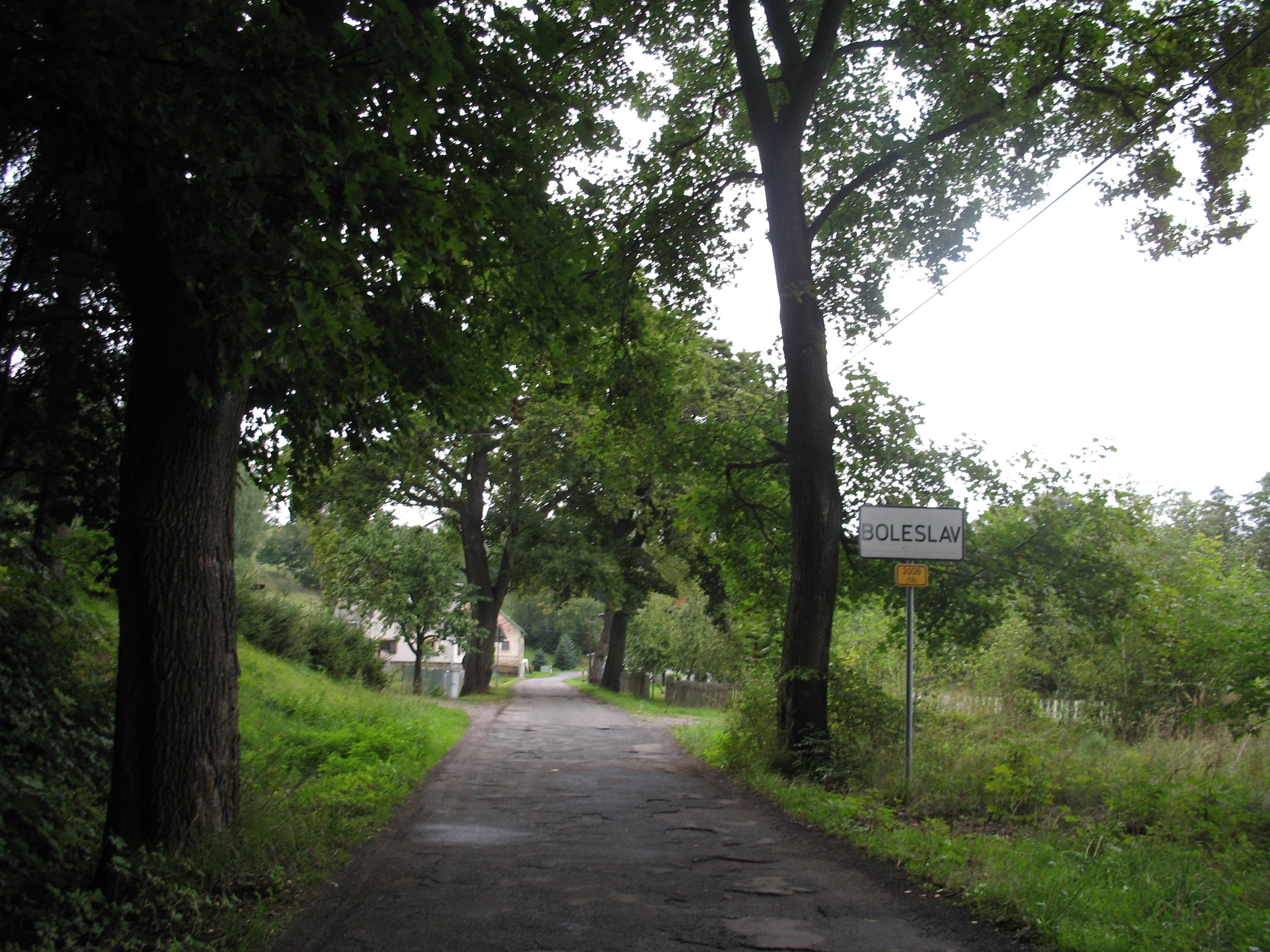
Das Dorf Boleslav

Bereits im Jahre 1306 wurde der Ort Wiese in Schriftstücken erwähnt. Aus dem Jahr 1543 existiert eine tschechische Niederschrift. Im Jahr 1606 gründete der Lehnsmann Christoph von Spiller eine Schule, die von Schülern aus Wiese, Tschernhausen, Bunzendorf und Ostrichen (Ostróżno) besucht wurde. Den heutigen Namen erhielt Ves am 31. Dezember 1946.

### Boleslav
Boleslav (deutsch Bunzendorf) liegt 1 km südwestlich von Černousy am Fluss Směda.
Im Jahre 1616 verlieh Christoph von Redern das Lehnsgut Bunzendorf dem Verwandten Albin Slik. Der neue Inhaber hatte das Recht, das Wasser der Směda mittels eines Wasserwehres zu seinen Teichen und Mühlen abzuleiten.

## Sehenswürdigkeiten

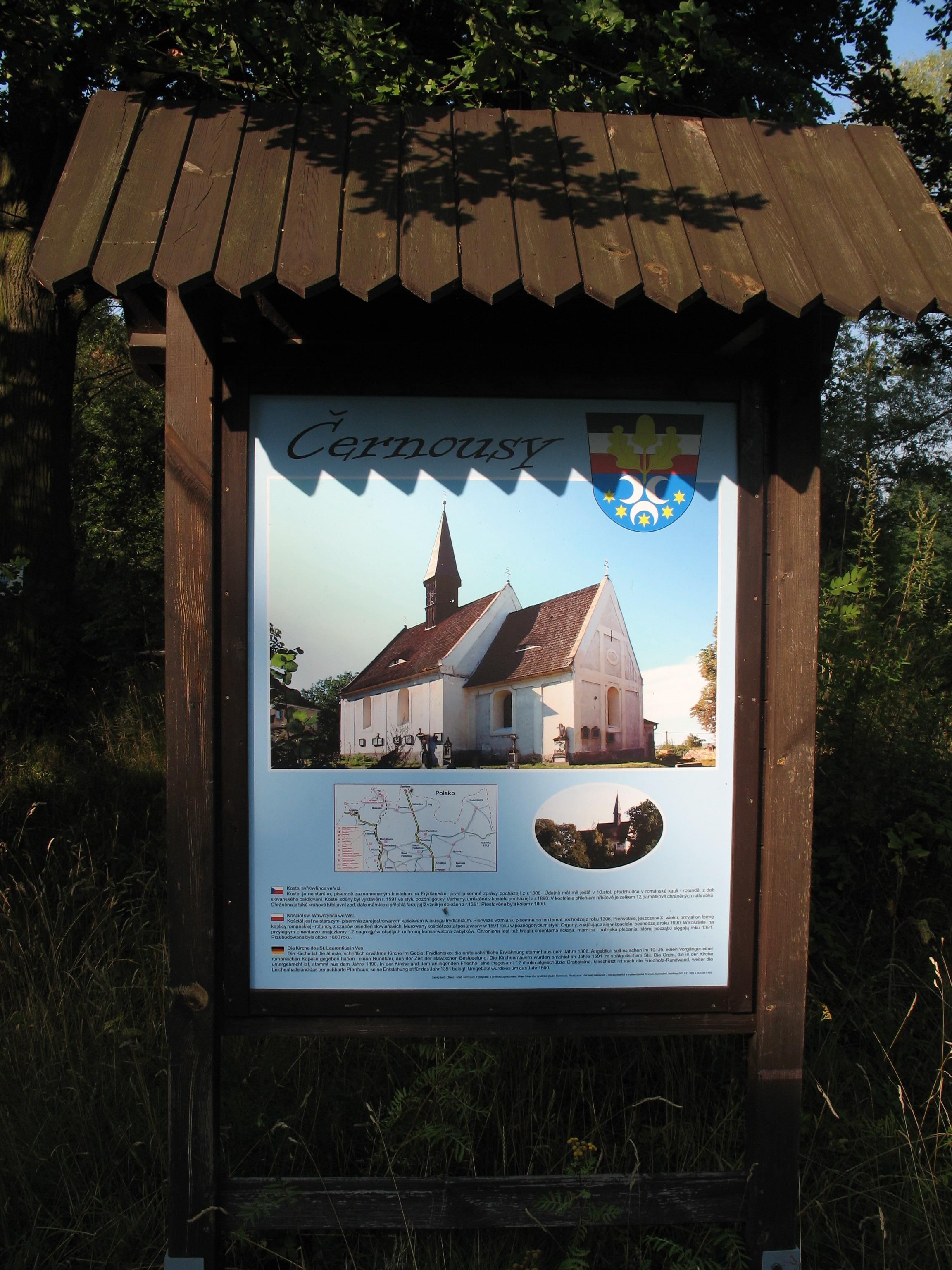
Infotafel über die Kirche St. Laurentius

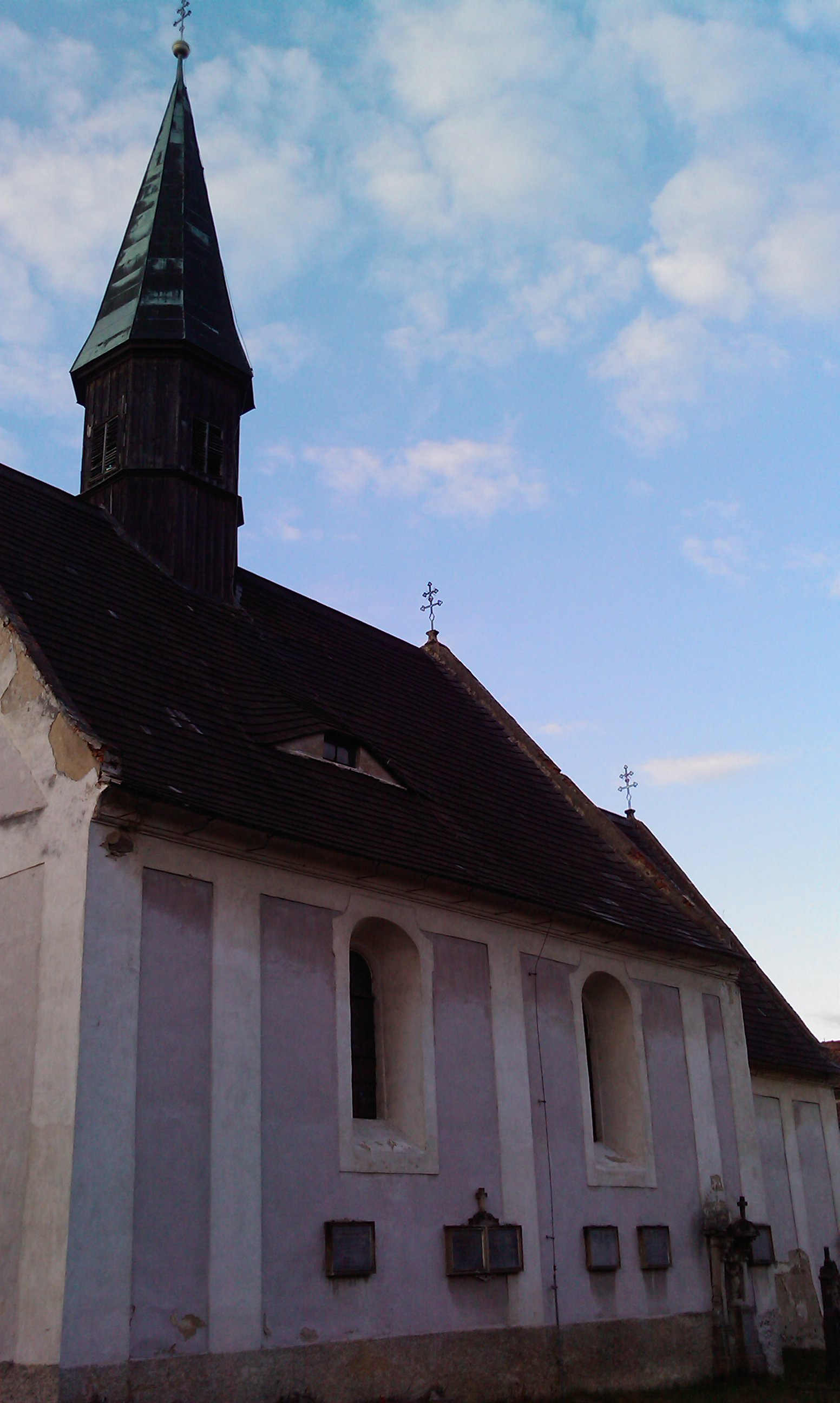
Kirche St. Laurentius

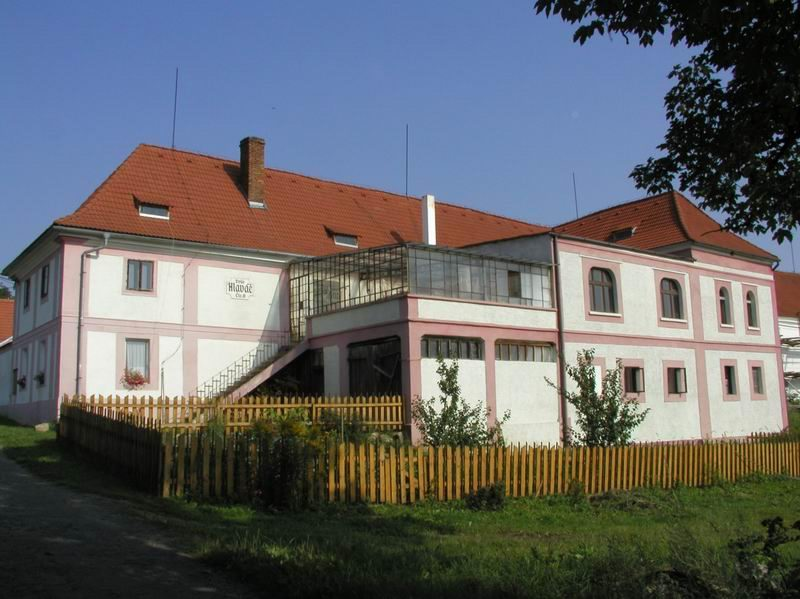
Der Hlaváč-Hof in Ves

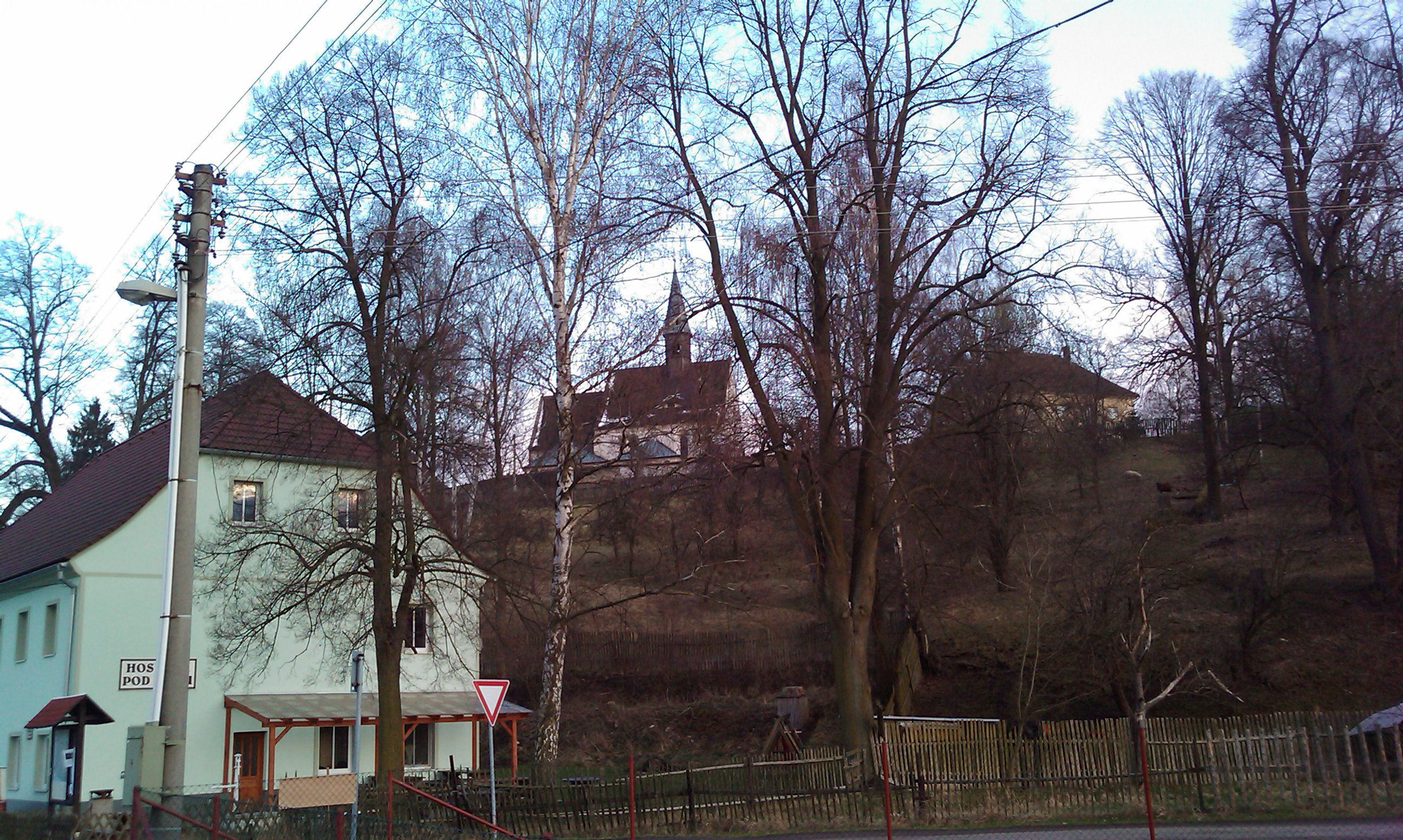
Kirche St. Laurentius von Dorfmitte ausgesehen

### Clam-Gallas Schloss
Philipp Josef Clam-Gallas ließ in Tschernhausen ein Barockschloss erbauen, das als Sommerfrische für seine Familie diente. Es wurde im Jahre 1808 erweitert und ab 1838 als Verwaltungsgebäude genutzt. Im Jahre 1984 wurde der Südflügel des Schlosses abgerissen.

### Kirche des Heiligen Laurentius
Die in Ves befindliche gotische Kirche (tschechisch Kostel sv. Vavřince) wurde erstmals im Jahre 1306 schriftlich erwähnt und ist somit die älteste Kirche im Gebiet Frýdlantsko. Sie gehörte 1346 zur Meißner und später zur Prager Diözese. Die Kirchenmauern wurden 1591 in spätgotischem Stil errichtet. Die in der Kirche untergebrachte Orgel stammt aus dem Jahr 1890. In der Kirche sowie auf dem Friedhof sind noch insgesamt 12 wertvolle Grabmäler aus dem 16. und 18. Jahrhundert erhalten, die unter Denkmalschutz stehen.

### Hlaváč-Hof
Der Hlaváč-Hof in Ves ist ein Bauernhof im ländlichen Milieu mit Unterkünften in historischen Räumen und einem kleinen Landwirtschaftsmuseum. Der Hof wird nach und nach rekonstruiert.

## Verkehr

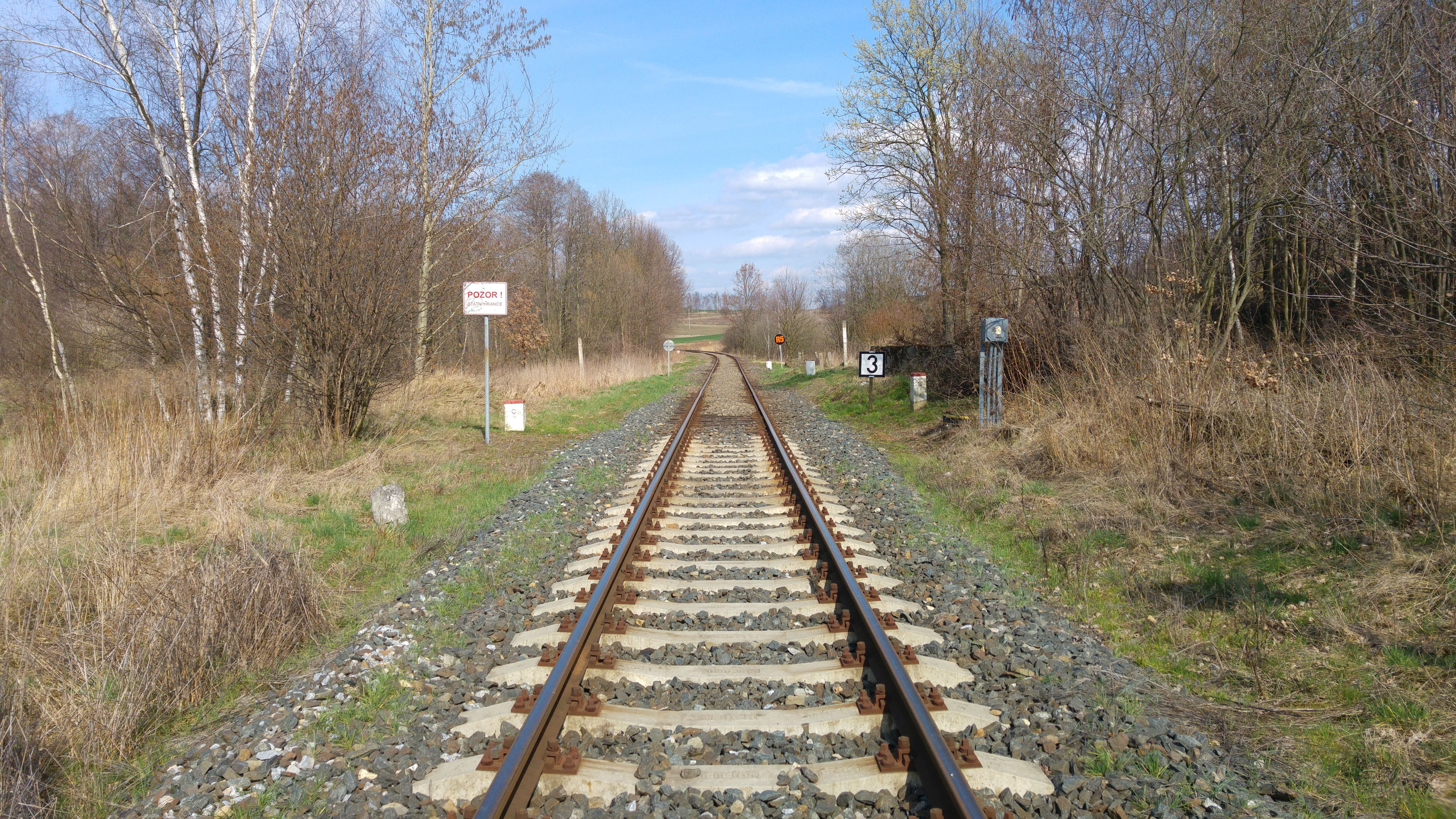
Grenzübergang bei Černousy

Černousy hat eine Bahnverbindung mit Frýdlant.

## Persönlichkeiten
- Karl Freiherr von Czoernig-Czernhausen (* 1804; † 1889 in Görz), Statistiker